# Tony! Toni! Toné!
Tony! Toni! Toné! – amerykańska grupa tworząca grupę soul i R&B. Grupa pochodzi z Okland w Kalifornii. 
Popularna w latach 1980 i na początku lat 1990. 

## Członkowie grupy
Zespół założył Dwayne Wiggins (wokal i gitara) z bratem Raphael Saadiq (wokal i bas) oraz kuzynem Christianem Riley (perkusja i klawisze) .

## Dyskografia
- 1988 – Who?
- 1990 – The Revival (płyta platynowa w USA)[1]
- 1993 – Sons of Soul (podwójna platyna w USA)
- 1996 – House of Music (płyta platynowa w USA)